# Klappenrock
Der Klappenrock ist ein mantelartiges Kleidungsstück für Männer, das durch einen Gürtel verschlossen wird. 
Der Klappenrock wurde in der Völkerwanderungszeit durch östliche Reitervölker wie Hunnen und Awaren in Mitteleuropa eingeführt und verbreitete sich langsam in der Mode der folgenden Jahrhunderte über ganz Europa. Frühe bildliche Darstellungen von Klappenröcken gibt es auf verschiedenen Brakteaten oder der Reiterscheibe von Pliezhausen aus dem frühen 7. Jahrhundert. 
Der Klappenrock besteht aus einem Rückenteil, Ärmeln, sowie auf der Vorderseite aus zwei dreieckigen Klappen die zum Verschließen übereinandergeschlagen werden. Im Gegensatz zum später entstandenen Kaftan besitzen Klappenröcke keine Knöpfe oder Verschlusshaken. Der Klappenrock mit den vorne übergeschlagenen Klappen wird lediglich durch einen darüber getragenen Gürtel um die Taille verschlossen. Er ähnelt in Trageweise und Schnitt entfernt dem modernen Bademantel. In der Länge reichen sie je nach Zeitstellung und Mode vom Oberschenkel bis zu den Waden. 
In der Folgezeit wurden die Klappenröcke zu kaftanähnlichen Jacken, mit Verschlussmechanismen wie Knöpfen oder Haken weiterentwickelt.